# Manakin à gorge blanche
Corapipo gutturalis
Espèce
Statut de conservation UICN

 LC  : Préoccupation mineure
Le Manakin à gorge blanche (Corapipo gutturalis) est une espèce de passereaux de la famille des Pipridae.

## Répartition

Aire de répartition du Manakin à gorge blanche.

Cet oiseau se rencontre au Brésil, au Guyana, en Guyane, au Suriname et au Venezuela.

## Classification
Le nom valide complet (avec auteur) de ce taxon est Corapipo gutturalis (Linnaeus, 1766).
L'espèce a été initialement classée dans le genre Pipra sous le protonyme Pipra gutturalis Linnaeus, 1766.
Ce taxon porte en français le nom vernaculaire ou normalisé suivant : Manakin à gorge blanche,.
Corapipo gutturalis a pour synonyme :
- Pipra gutturalis Linnaeus, 1766